# Pulai Lilla
Pulai Lilla (Szombathely, 1993. november 26. –) magyar bajnok labdarúgó, középpályás.

## Pályafutása
2002-ben a Viktória csapatában kezdte a labdarúgást és jelenleg is ennek a klubnak a szerződtetett játékosa. A 2008–09-es idényben mutatkozott be az élvonalban. Egyszeres bajnok és magyar kupa-győztes a csapattal. 2012 év elejétől felfüggesztette labdarúgó karrierjét.

## Sikerei, díjai
- Magyar bajnokság
  - bajnok: 2008–09
  - 2.: 2009–10, 2010–11, 2011–12
- Magyar kupa
  - győztes: 2011